# Kurhuset i Vadstena
Kurhuset i Vadstena var ett sjukhus i Vadstena för veneriskt smittade patienter vilka led av könssjukdomar och  behandlades med olika kurer. Kurhuset började sin verksamhet i slutet av 1700-talet och övergick under början av 1900-talet till att bli lasarett. Verksamheten avvecklades 1970 och flyttades till Motala.

## Bilder

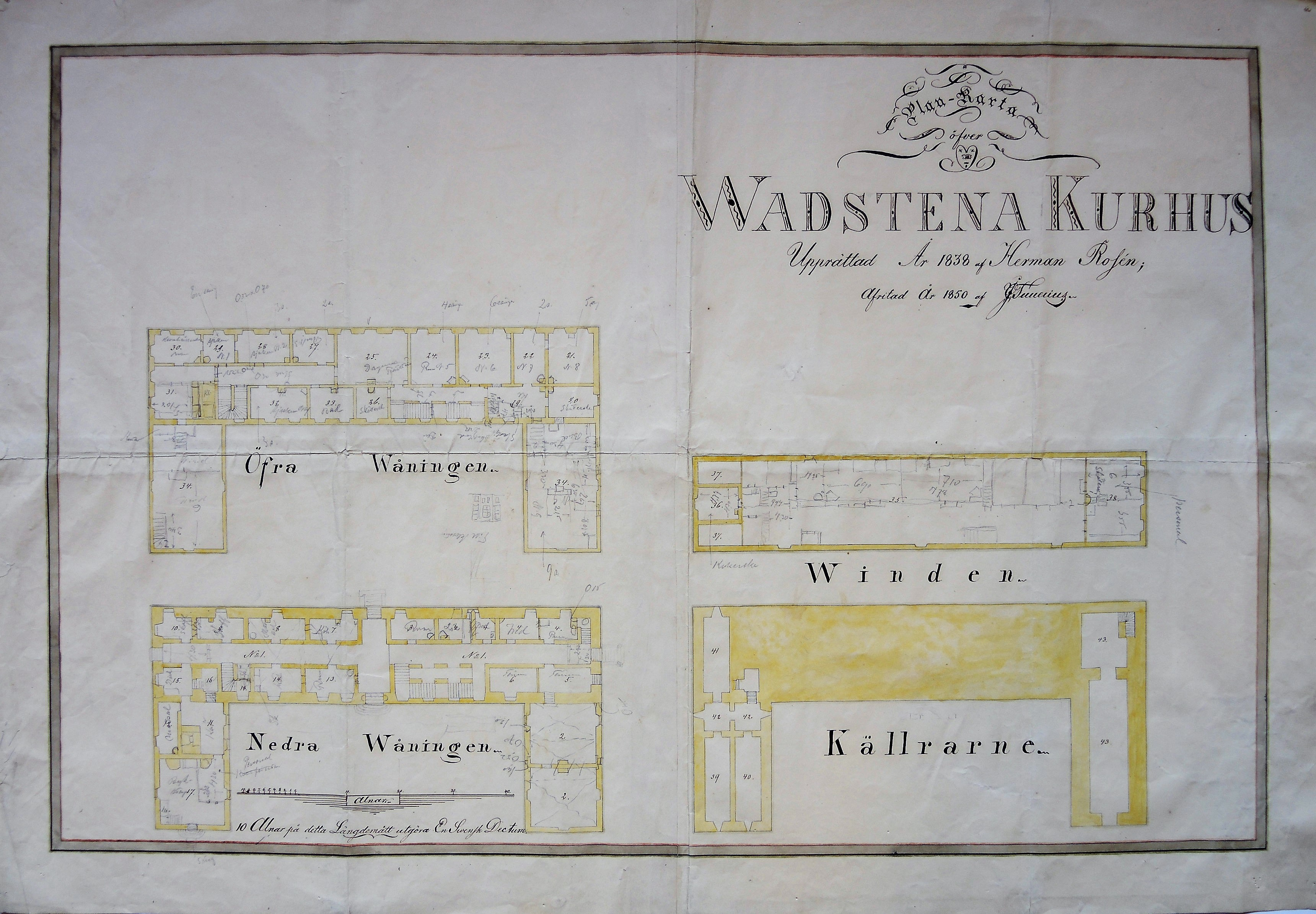
Kurhuset i Vadstena ritning av Herman Rosén från 1838
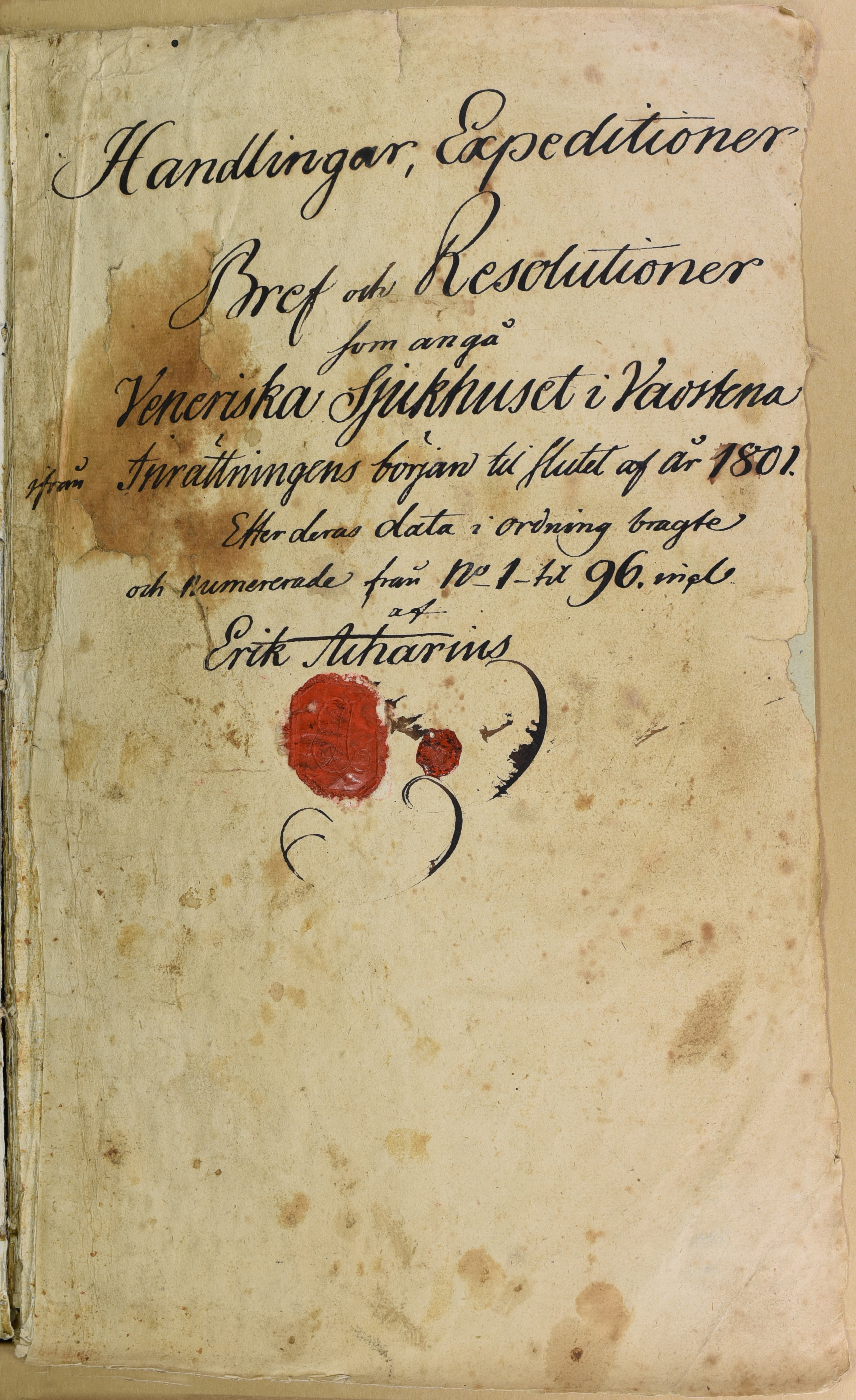
Försättsblad till Handlingar för Vadstena kurhus
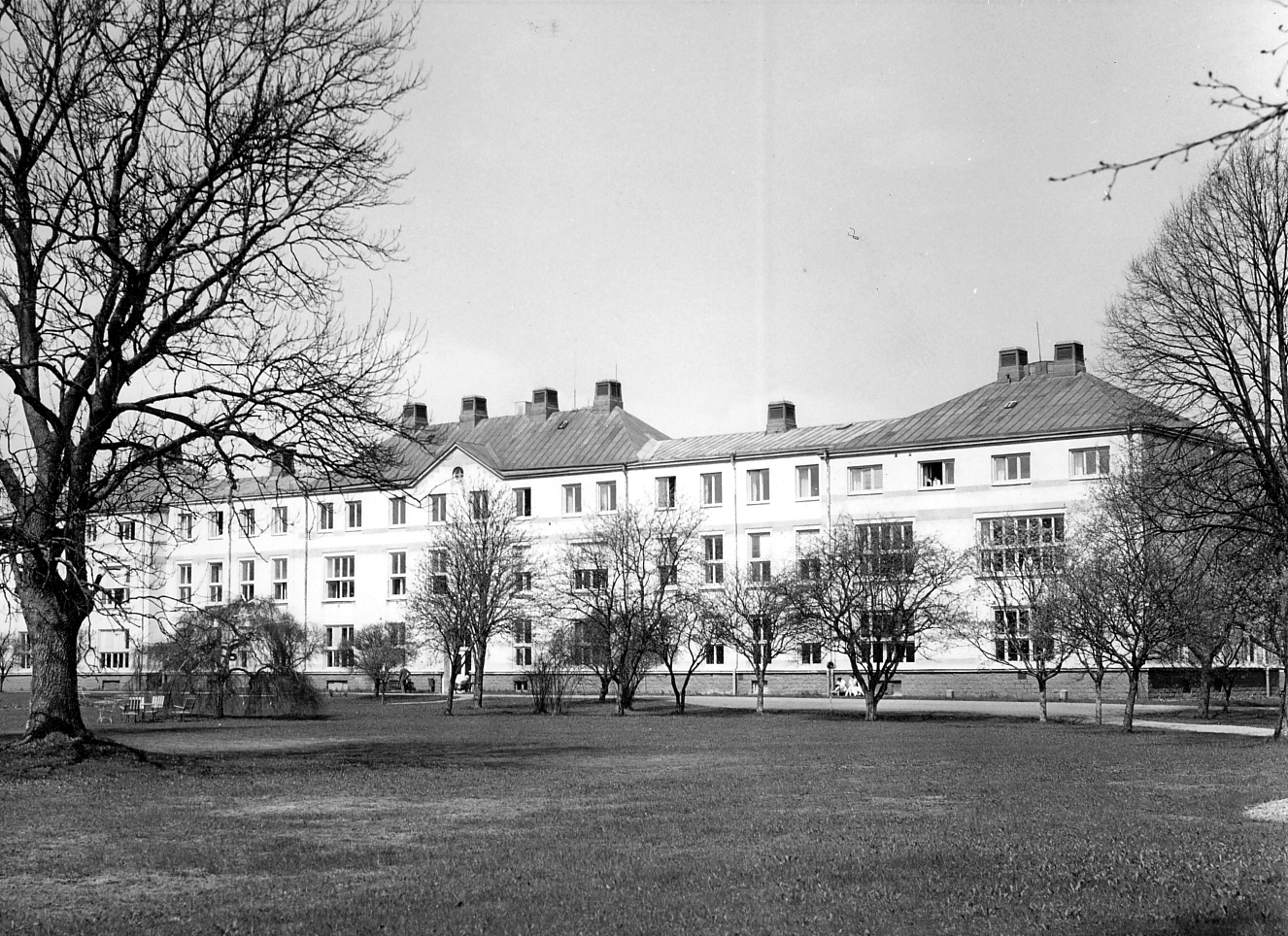
Lasarettet i Vadstena 1950-tal

## Historik
Kurhuset i Vadstena öppnades 1795 och året därpå skrev provinsialläkare Erik Acharius en promemoria till beslutsfattarna i Stockholm där han framlade behovet av ett kurhus i Vadstena. Orsaken till att Acharius påtalade detta behov var att den veneriska smittan spred sig snabbt och behövde begränsas. Det gamla krigsmanshuset i Vadstena fick fungera som ett kurhus och Acharius blev dess förste läkare. 1800 fick kurhuset en andra läkare Carl Gustaf Osbeck som var fältskär. De behandlingsmetoder som användes var olika typer av kurer. Osbeck introducerade exempelvis en dietkur som var humanare än den ofta använda rök-kuren där man använde kvicksilver och svavel. 

1810 omfattade kurhuset 80 vårdplatser och var Östergötlands största sjukhus. Sjukhuset hade då inte bara venerisk sjuka utan behandlade även andra åkommor. Upptagningsområdet var förutom Östergötlands län även Örebros, Skaraborgs och Jönköpings län. 1824 blir Östergötland det enda upptagningsområde för Kurhuset. 1840 kallades inrättningen Vadstena lasarett och kurhus. Tio år senare fick lasarettet en park som uppkallades efter en av lasarettsläkarna (Ludvig Magnus Hjertstedt) och parken fick namnet Hjertstedts park.
Kurhuset fick en egen lasarettsavdelning då de veneriskt smittade patienterna blev färre, vilket ledde till att sjukhuset kunde öka antal lasarettsplatser istället. 1909 invigdes ett nybyggt lasarett och det kom att byggas om och byggas ut i slutet av 1920-talet. Fullmäktige i Östergötlands läns landsting tog 1962 ett beslut i att det skulle byggas ett nytt lasarett i Motala och att lasarettet i Vadstena skulle avvecklas. Det nya lasarettet i Motala stod färdigt 1970 och verksamheterna i Vadstena flyttar in till Motala.

## Arkivhandlingar
Arkivet för Kurhuset i Vadstena finns inordnat i arkivet för Länslasarettet I Vadstena (1793-1970) och förvaltas av Regionarkivet i Östergötland. Arkivet består till störst del av patientjournaler men innefattar även protokoll, personalhandlingar, bygghandlingar, verifikationer, årsberättelser med mera.